# Dismidila hermosa
Dismidila hermosa là một loài bướm đêm trong họ Crambidae.